# 河の女

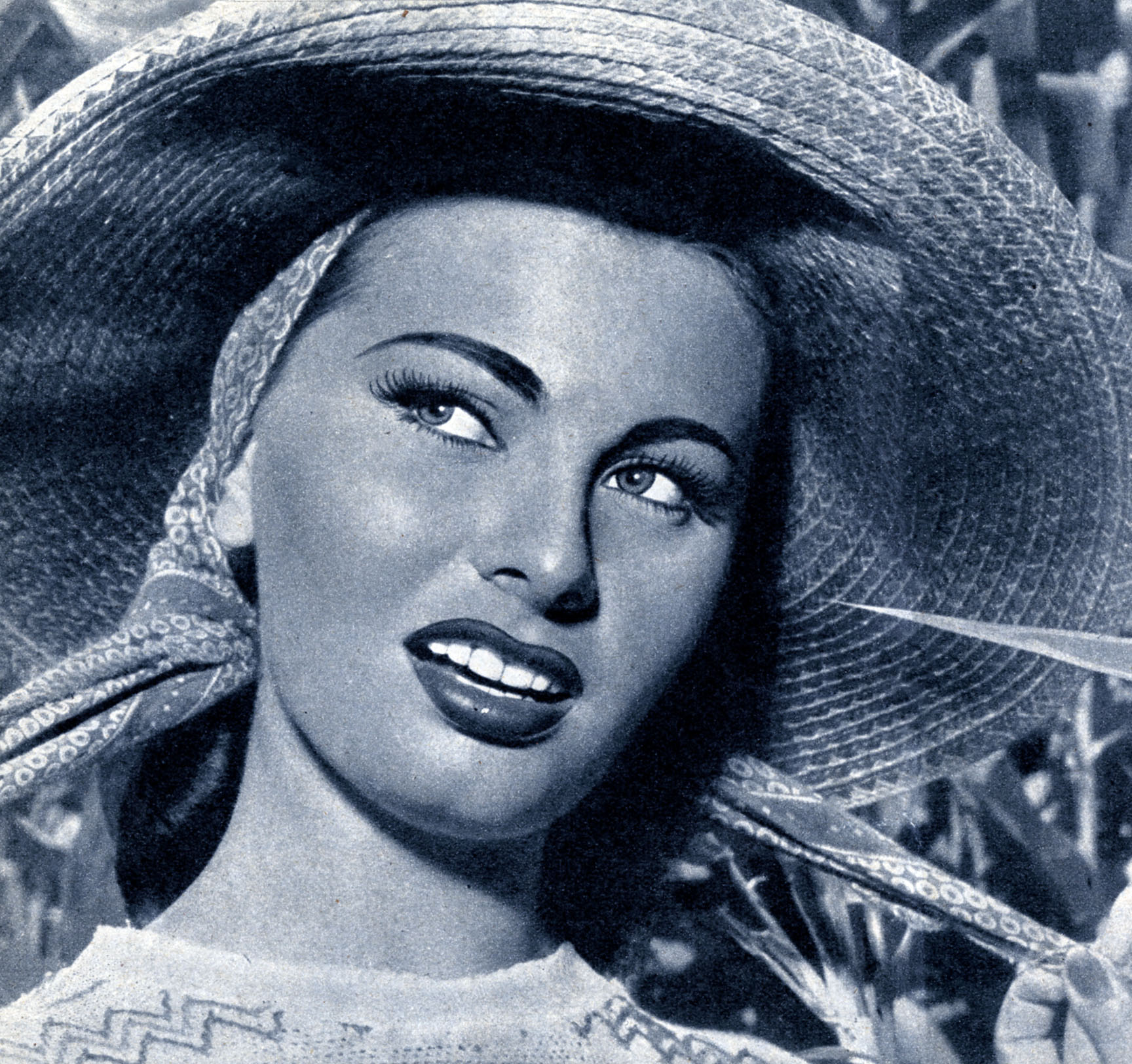
『河の女』より、ニイヴェスのソフィア・ローレン

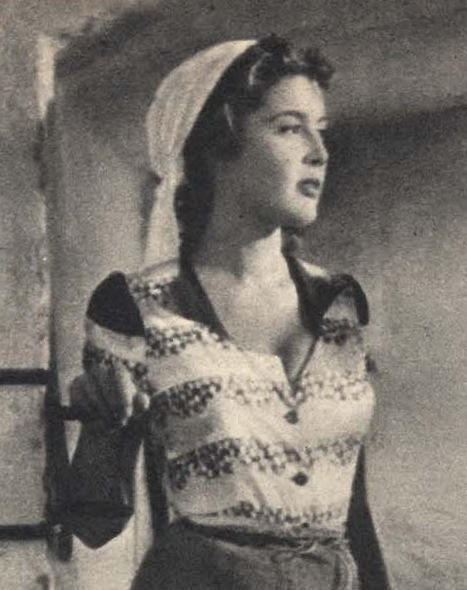
『河の女』より、トスカのリーゼ・ボウルディン

『河の女』（かわのおんな、イタリア語: La donna del fiume、英語: The River Girl）は、マリオ・ソルダーティが監督し、ソフィア・ローレン、ジェラール・ウーリー、リック・バッタリアが主演した、1955年のイタリアの劇映画 。
コロンビア ピクチャーズの配給で公開され、ローレンはその「野性的な色気」で注目され、主題歌「マンボ・バカン (Mambo Bacan)」もヒットした。

## あらすじ
貧しい農民の娘ニイヴェスは、妊娠したことが発覚して恋人ジーノに棄てられる。彼女はその仕返しに、男が密輸をしていると、警察や税関に通報する。

## キャスト
- ソフィア・ローレン - ニイヴェス・マンゴリーニ (Nives Mangolini)
- リック・バッタリア - ジーノ・ロディ (Gino Lodi)
- ジェラール・ウーリー - エンツォ・チンティ (Enzo Cinti)
- リーゼ・ボウルディン（イタリア語版） - トスカ (Tosca)
- エンリコ・リヴィエリ（イタリア語版） - オスカル (Oscar)
- マリア・コンヴェンティ (Maria Conventi) - イヴァーナ (Ivana)
- フランコ・ポレガッティ (Franco Polegatti) - キオッジャ (Chioggia)
- ニーノ・マルケッティ（イタリア語版） - カラビニエリ（国家憲兵）元帥
- ミンモ・パルマラ（イタリア語版）
- ギド・チェラーノ（イタリア語版）